# Florida Keys
Florida Keys là một quần đảo san hô thấp ở phía đông nam Hoa Kỳ. Các đảo này bắt đầu ở đầu phía đông nam của bán đảo Florida, khoảng 15 dặm (24 km) về phía nam của Miami, và kéo dài trong một vòng cung thoai thoải về phía nam-tây nam và sau đó về phía tây tới Key West, phía tây của hòn đảo có người ở, và tiếp đến là Tortugas Dry không có người ở. Những hòn đảo nằm dọc theo eo biển Florida, chia Đại Tây Dương về phía đông từ vịnh Mexico về phía tây, và xác định một cạnh của vịnh Florida. Tại thời điểm gần nhất, mũi phía nam của Key West có cự ly chỉ là 90 dặm (140 km) so với Cuba.